# Proserpinaster euryactis
Proserpinaster euryactis är en sjöstjärneart som först beskrevs av Fisher 1913.  Proserpinaster euryactis ingår i släktet Proserpinaster och familjen kamsjöstjärnor.

## Underarter
Arten delas in i följande underarter:
- P. e. euryactis
- P. e. brevispinus